# Gustaaf De Stobbeleir
Gustaaf Paul Jaak De Stobbeleir, né le 15 août 1900 à Alost et y décédé le 13 février 1985 fut un homme politique libéral belge.
De Stobbeleir fut administrateur de sociétés et commerçant.
Il fut élu conseiller communal, échevin et bourgmestre d'Alost; sénateur de l'arrondissement de Audenarde-Alost (1949-1958).